# Cammino di San Bartolomeo
Il Cammino di San Bartolomeo è un itinerario di pellegrinaggio che unisce una serie di luoghi dedicati al culto di San Bartolomeo a cavallo fra Emilia e Toscana. Lungo circa 100 chilometri e suddiviso in 5 tappe, a cui si aggiungono alcune varianti, comincia a Fiumalbo e termina a Pistoia, alla Chiesa di San Bartolomeo in Pantano. Il percorso si snoda tra i boschi dell'Appennino tosco-emiliano e tocca i principali paesi della Montagna Pistoiese.

## Il percorso
Il percorso del Cammino di San Bartolomeo è suddiviso in cinque tappe principali, corrispondenti ad altrettante giornate di cammino, alle quali si aggiungono alcune varianti. Attraversa il territorio di quattro comuni (Fiumalbo, Abetone Cutigliano, San Marcello Piteglio e Pistoia), su due province (Modena e Pistoia). La variante "Porta Lucchese" si snoda invece a cavallo tra il comune di San Marcello Piteglio e quello di Bagni di Lucca, in provincia di Lucca.

### Tappa 1: Fiumalbo - Cutigliano
La prima tappa è lunga 20,3 km e presenta un dislivello positivo di 880 m. Prende il via dal borgo di Fiumalbo, in provincia di Modena, di fronte alla Chiesa di San Bartolomeo, risalente al 1512 e fondata su una più antica chiesa del 1220. L'itinerario entra in Toscana superando il Passo dell'Abetone e si immerge nella Riserva Naturale Biogenetica di Abetone. Seguendo il corso del torrente Lima, raggiunge Cutigliano, dove si trova la seconda chiesa dedicata a San Bartolomeo.

### Tappa 2: Cutigliano - Piteglio
La seconda tappa è lunga 15 km e presenta un dislivello positivo di 940 m. Lasciando Cutigliano, l'itinerario attraversa il torrente Lima e si inerpica nel bosco fino a raggiungere le Torri di Popiglio, conosciute anche come Rocca Securana. Scendendo poi fino al paese di Popiglio, arriva nuovamente sulle sponde del Lima, in corrispondenza del Ponte di Castruccio Castracani. L'ultima salita conduce infine a Piteglio, dove termina la tappa.

#### Tappa 2 alternativa
La seconda tappa può essere percorsa anche sulla sponda opposta del torrente Lima, seguendo l'apposita segnaletica della variante. Seguendo questo percorso non si toccano Popiglio né la Rocca Securana, ma si passa dal Ponte Sospeso delle Ferriere a Mammiano.

### Tappa 3: Piteglio - Pontepetri
La terza tappa è lunga 19,5 km e presenta un dislivello positivo di 1020 m. Passando davanti alla Pieve della Santissima Annunziata (Pieve vecchia), il sentiero entra nel bosco e ne esce nei pressi di Prataccio. Superando la sorgente del fiume Reno, arriva a Prunetta e poi a Le Piastre. Segue quindi l'itinerario tematico del ghiaccio, che costeggia il Reno e tocca la Ghiacciaia della Madonnina, per giungere fino a Pontepetri.

### Tappa 4: Pontepetri - Spedaletto
La quarta tappa è lunga 9 km e presenta un dislivello positivo di 590 m. Da Pontepetri, il percorso sale fino al Passo della Porretta (conosciuto anche come Passo della Collina), per poi scendere lungo il torrente Limentra di Sambuca fino a Spedaletto.

### Tappa 5: Spedaletto - Pistoia
La quinta tappa è lunga 22 km e presenta un dislivello positivo di 740 m. Seguendo il corso del torrente Limentra di Sambuca, l'itinerario arriva nei pressi di Badia a Taona, dove svolta verso sud per raggiungere Baggio e poi la Pieve di San Giovanni Evangelista a Montecuccoli in Valdibure. Infine, il percorso termina a Pistoia, di fronte alla chiesa di San Bartolomeo in Pantano.

### Variante "Porta lucchese"
Il Cammino di San Bartolomeo ha anche una variante, denominata "Porta lucchese" perché consente di accedere all'itinerario principale arrivando dal territorio di Lucca. Il capolinea di questa variante è Bagni di Lucca, altro luogo in cui si festeggia San Bartolomeo, e il percorso si snoda parallelo al torrente Lima fino ad innestarsi nell'itinerario principale a Popiglio. Questo tratto è lungo 29 km e presenta un dislivello positivo di 1716 m. Tocca i principali paesi della cosiddetta Controneria, fra i quali Pieve di Controni, nella cui chiesa c'è un dipinto dedicato a San Bartolomeo.

## La Bartolomea
La Bartolomea è il certificato che attesta la conclusione del pellegrinaggio. Si tratta di fatto del corrispettivo, per il Cammino di San Bartolomeo, della più celebre Compostela del Cammino di Santiago. Se per il Cammino di Santiago l’obiettivo è quello di raggiungere la tomba di San Giacomo, così come per la Via Francigena è la tomba di San Pietro in Vaticano, in questo caso è necessario arrivare alla chiesa di San Bartolomeo in Pantano a Pistoia per poter affermare di aver completato il cammino devozionale. Per ottenere la Bartolomea è necessario completare la credenziale: il passaporto del pellegrino sul quale si appongono i timbri che si trovano in ogni paese attraversato.

## Collegamenti con altri cammini
Il Cammino di San Bartolomeo, lungo il proprio percorso, interseca altri cammini:
- Cammino di San Jacopo in Toscana: si incontrano a Pistoia.
- Piccolo Cammino di San Jacopo: si incontrano a Pistoia.
- Via Francesca della Sambuca: si incontrano a Spedaletto e a Pistoia.
- Via Romea Germanica Imperiale: si incontrano a Pistoia.
- Via Romea Nonantolana: si incontrano in più punti lungo il percorso.